# Джованні Скальцо
Джованні Скальцо (італ. Giovanni Scalzo, нар. 17 березня 1959, Мессіна, Італія) — італійський фехтувальник на шаблях, олімпійський чемпіон (1984 рік) та дворазовий бронзовий призер (1988 рік) Олімпійських ігор.

## Виступи на Олімпіадах
| Олімпіада         | Дисципліна          | Місце |
| ----------------- | ------------------- | ----- |
| Лос-Анджелес 1984 | індивідуальна шабля | 7     |
| Лос-Анджелес 1984 | командна шабля      | 1     |
| Сеул 1988         | індивідуальна шабля | 3     |
| Сеул 1988         | командна шабля      | 3     |
| Барселона 1992    | індивідуальна шабля | 4     |
| Барселона 1992    | командна шабля      | 8     |